# 蚕茧草
蚕茧草（学名：Polygonum japonicum）为蓼科蓼属下的一个种。其种加词“japonicum”意为“日本的”。
现接受名为蚕茧草（Persicaria japonica (Meisn.) Nakai, 1926）。